# ORCID

ORCID (Open Research and Contributor ID) ( Výslovnost) je neproprietární alfanumerický kód, který jednoznačně identifikuje vědecké a další akademické autory. ORCID řeší problém obtížného rozpoznávání konkrétního autora vědecké literatury nebo publikací v humanitních vědách, způsobený tím, že většina osobních jmen není jedinečná, a mohou se i měnit (například po svatbě), existují kulturní rozdíly v pořadí jednotlivých částí jména, dochází k nekonzistentnímu používání zkratek a používají se také různé znakové sady. ORCID má poskytovat trvalou identitu autorů, podobnou té, která byla vytvořena pro subjekty v digitálních sítích – identifikátory digitálních objektů (DOI).
ORCID spravuje nezisková firma ORCID, Inc. (Delaware, USA). Vznikla jako protiváha komerční identifikaci ResearcherID od Thomson Reuters Corporation spravující například Web of Science.
ORCID nabízí otevřenou a nezávislou registraci určenou jako de facto standard pro identifikaci autora v oblasti vědy a akademického publikování. Registrace uživatelů byla zahájena 16. října 2012, kdy bylo také zahájeno vydávání identifikátorů uživatelů.